# Hans-Joachim Prinz
Hans-Joachim „Hajo“ Prinz (* 3. Januar 1943 in Elster/Elbe; † 4. Dezember 2015) war ein deutscher Fußballspieler im DDR-Fußballspielbetrieb. In der dortigen höchsten Spielklasse Oberliga war er für den SC Aktivist Brieske-Senftenberg und die BSG Energie Cottbus aktiv.

## Karriere
1960 kam Prinz von Lok Elster, der Betriebssportgemeinschaft (BSG) der Deutschen Reichsbahn seines Heimatortes, zur Fußballhochburg des damaligen DDR-Bezirkes Cottbus, dem SC Aktivist Brieske-Senftenberg. Dort spielte er zunächst in der Junioren-Mannschaft, ehe er am 29. Oktober 1961 sein erstes Spiel in der DDR-Oberliga bestritt. In der Begegnung des 23. Spieltages Aktivist Brieske – Motor Zwickau (4:1) wurde er als Einwechselspieler eingesetzt. In der wegen der Umstellung vom Kalenderjahr- auf den Sommer-Frühjahr-Rhythmus über 39 Runden laufenden Saison 1961/62 wurde Prinz noch zweimal am 25. und 27. Spieltag für jeweils 90 Minuten als rechter Verteidiger aufgeboten. In der Folgesaison 1962/63 war Prinz von Beginn an Stammspieler, er wirkte in 20 von 26 ausgetragenen Punktspielen als linker Verteidiger mit.
Am Saisonende stand der SC Aktivist als Absteiger aus der Oberliga fest. Zur neuen Spielzeit 1963/64 wurde die Briesker Fußballsektion dem neu gegründeten SC Cottbus angegliedert und spielte mit Prinz in der zweitklassigen DDR-Liga. 1966 musste die Mannschaft um Prinz erneut eine Ausgliederung über sich ergehen lassen, diesmal wurde die Fußball-Sektion der neuen Betriebssportgemeinschaft Energie Cottbus zugewiesen. Wie der Sportclub spielte auch die BSG weiterhin in der DDR-Liga, bis 1973 der Wiederaufstieg in die Oberliga gelang. Prinz war an diesem Erfolg mit 28 von 30 Punkt- und Aufstiegsspielen in der Regel als Vorstopper beteiligt.
In seiner dritten Oberligasaison 1973/74, nun für die BSG Energie Cottbus spielend, bestritt Prinz 20 von 26 Punktspielen, in denen er als Außenverteidiger abwechselnd rechts und links eingesetzt wurde. Die BSG Energie konnte sich nur eine Spielzeit lang in der Oberliga halten, sodass Prinz in der Saison 1974/75 wieder zweitklassig spielen musste. An der sofortigen Rückkehr in die Oberliga war er diesmal nur mit 19 Einsätzen in der wieder 30 Spiele währenden Saison beteiligt. Zu Beginn seiner vierten Oberligaspielzeit 1975/76 war Prinz bereits 32 Jahre alt, und in der Saisonvorschau des Deutschen Sportechos wurde er auch nicht mehr als Stammspieler erwähnt. Tatsächlich kam Prinz auch nur am 3. und 11. Spieltag zum Einsatz. Die Begegnung des 11. Spieltages Stahl Riesa – Energie (1:0) am 12. November 1975, in der Prinz nur eine Halbzeit lang spielte, war sein 45. Oberligaspiel gewesen, mit dem seine Karriere als Fußballspieler endete. Stets als Verteidiger aufgeboten, schoss er in der Oberliga keine Tore. Für die Cottbuser Teams des SC und der BSG bestritt Prinz insgesamt 304 Punktspiele, in denen er drei Tore erzielen konnte.
Nach dem Ende seiner Spielerlaufbahn war Prinz zunächst Trainer der 2. Mannschaft der BSG Energie, ab 1987 war er für viele Jahre Mannschaftsleiter der Ersten. Über mehrere Jahre war er auch im Fußball-Landesverband Brandenburg tätig.